# 沙坝腹链蛇
沙坝腹链蛇（学名：Hebius chapaensis）原称沙坝异纹蛇，一种分布于越南北部及中国云南东南部等地区爬行动物，隶属于水游蛇科东亚腹链蛇属。模式产地为越南老街省沙坝。本种原为单型属异纹蛇属（Pararhabdophis）中唯一的一种，现归并入东亚腹链蛇属。

## 形态特征
沙坝腹链蛇头部背面为棕黑色具光泽，密布金色条纹或斑点；头部腹面为淡黄色，颌片密布黑棕色斑点。身体背面为黑色具光泽，第5列和第12列背鳞密布淡橙色斑点，其他背鳞具有淡黄色斑点，构成复杂的网状纹路；身体腹面为亮黑色，前3/4段腹鳞上具有3～4个大黑色斑点，斑点之间为淡黄色至灰白色，构成4到5条纵向细纹。

## 保护
本种于2023年被收录入《有重要生态、科学、社会价值的陆生野生动物名录》。